# Edificio La Unión y el Fénix (Madrid)
El Edificio de La Unión y el Fénix es un edificio de oficinas de la ciudad de Madrid. Es propiedad y sede principal de la mutua de seguros Mutua Madrileña.

## Historia y características
Situado en el número 33 del paseo de la Castellana y proyectado en 1965 por el arquitecto Luis Gutiérrez Soto, con alrededor de 28 000 m² de superficie edificada, su construcción tuvo lugar entre 1966 y 1971. Presenta un cuerpo dividido en un conjunto bajo y una torre en altura para adecuarse al dispar entorno formado por el Paseo de la Castellana y la pequeña calle trasera. El edificio en altura, con la fachada de color negro, cuenta con 19 plantas y está coronado con la escultura simbolizadora de la empresa que encargó el proyecto, La Unión y el Fénix. Está rodeado de una tupida arboleda. Los interiores están decorados por frescos de Joaquín Vaquero Turcios.